# Colostethus poecilonotus
"Colostethus" poecilonotus
Espèce
Statut de conservation UICN

 DD  : Données insuffisantes
« Colostethus » poecilonotus est une espèce d'amphibiens de la famille des Dendrobatidae.
La position générique de cette espèce dans les Dendrobatidae est incertae sedis, elle est rapprochée de Colostethus ou Hyloxalus.

## Répartition
Cette espèce est endémique de la province de Bongará dans la région d'Amazonas en Pérou. Elle se rencontre à 1 000 m d'altitude.

## Publication originale
- Rivero, 1991 : New Colostethus (Amphibia, Dendrobatidae) from South America. Breviora, no 493, p. 1-28 (texte intégral).